# Geschiedenis Inside
Geschiedenis Inside is een Nederlandse podcast over historische figuren, gepresenteerd door historicus Gijs van Engelen en cabaretier Thomas van Luyn. De podcast is een productie van het Amsterdamse mediabedrijf Tonny Media.

## Inhoud
In elke aflevering onderzoekt het duo een historische figuur. Ze proberen de feiten van de mythe te scheiden, met de centrale vraag: kloppen de verhalen die we kennen eigenlijk wel?
Gijs van Engelen voorziet de afleveringen van feitelijke en academische onderbouwing, terwijl Van Luyn de rol vervult van kritische buitenstaander. Volgens de makers is het doel van de podcast om historische verhalen opnieuw te bevragen, met de kennis van nu, maar altijd met humor, tempo en vertelplezier. Daarbij schuwen de makers de controverse niet: naast veel positieve verhalen worden ook regelmatig helden van hun sokkel getrokken, zoals Erik Hazelhoff Roelfzema, Moeder Teresa en Prins Bernhard, en werd Jezus van Nazareth historisch geduid.

## Ontvangst
Geschiedenis Inside werd al snel na publicatie een van de grootste podcasts van Nederland, en kreeg positieve recensies in onder meer De Volkskrant en NRC Handelsblad.